# جنایت و جنحه (فیلم ۱۳۸۴)
جنایت و جنحه فیلمی به کارگردانی و نویسندگی حمیدرضا محسنی ساختهٔ سال ۱۳۸۴ است.

## بازیگران
- رضا رویگری
- عبدالرضا آشتیانی
- مهرانه مهین‌ترابی
- مجید واشقانی
- جلیل فرجاد
- شهنام شهابی
- پوریا پورسرخ
- نوشین حسین‌خانی
- پویا اخوت
- امیرشمس‌الدین حشمت‌زاده
- پویا یوسفی